# Irene Böhm
Irene Böhm (* 2004) ist eine deutsche Schauspielerin.

## Leben
Irene Böhm nahm von 2014 bis 2016 Unterricht in der Theaterschule Goldoni in Berlin-Wilmersdorf, seit 2019 nimmt sie Gesangsunterricht. Seit 2017 verkörpert sie in der Fernsehserie Babylon Berlin in der Rolle der Toni Ritter die Schwester der Protagonistin Charlotte Ritter. Daneben war sie im Fernsehen auch in der Serie Frühling zu sehen, im November 2021 drehte sie eine Folge für Der Masuren-Krimi. Ihre erste internationale und zugleich erste Kinofilmrolle erhielt sie in dem am 16. November 2023 in die Kinos gekommenen Prequel der The-Hunger-Games-Filmreihe, Die Tribute von Panem – The Ballad of Songbirds and Snakes.

## Filmografie
- seit 2017: Babylon Berlin
- 2019: Frühling – Sand unter den Füßen
- 2023: Der Masuren-Krimi –  Marzanna, Göttin des Todes
- 2023: Die Tribute von Panem – The Ballad of Songbirds and Snakes (The Hunger Games: The Ballad of Songbirds and Snakes)
- 2024: Tatort: Lass sie gehen